# Udruga ilmijje Islamske zajednice u Bosni i Hercegovini
Udruga ilmijje Islamske zajednice u Bosni i Hercegovini, udruga koje okuplja, imame, muallime, muderrise i druge zaposlene u Islamskoj zajednici u Bosni i Hercegovini.

## Povijest
Mehmed Džemaluddin ef. Čaušević se nakon povratka sa školovanja u Istanbulu (1903. godine) suočava s problemima s kojima se muslimani u Bosni i Hercegovini svakodnevno nalaze, prije svega zaostalost u vjerskom, prosvjetnom i kulturnom pogledu te ekonomsko propadanje i međusobnu razjedinjenost. Uz sve to, muslimani su osjećali strah i nesigurnost za vlastiti opstanak u Bosni i Hercegovini. 
U rujnu 1909. godine osnovano je Muslimansko muallimsko i imamsko društvo za Bosnu i Hercegovinu. Osnovni cilj rada udruge je bio angažiranje imama i muallima u jedinstven front koji će raditi na vjerskom prosvjećivanju i odgoju muslimana, a posebno mlađih generacija. Društvo je u listopadu 1910. godine pokrenulo list Muallim. Ovakav oblik organiziranja i rada uleme dao je značajne rezultate na planu očuvanja vjerskog, kulturnog i nacionalnog identiteta Bošnjaka. Možda je najznačajnija akcija u ovoj Udruzi organizirane uleme bilo sprječavanje masovnog iseljavanja muslimana u Tursku (1910. godine). Tadašnja ulema je veoma razložno objasnila da ne postoje na šeri'atu utemeljeni razlozi za seobu iz Bosne i Hercegovine, te obavezu muslimana da ostanu na svojim ognjištima.
S obzirom na to da Muslimansko muallimsko i imamsko društvo nije okupljalo svu ulemu, sve je ukazivalo na potrebu organiziranja cjelokupne uleme u jedinstvenu organizaciju uleme (ilmijje). Tako je nakon obimnih i temeljitih priprema 28. rujna 1912. godine osnovana jedinstvena organizacija Udruga bosanskohercegovačke ilmijje. Prvi predsjednik Udruge Ilmijje bio je Mehmed Džemaluddin ef. Čaušević, a sekretar Muhammed Seid ef. Serdarević. Zanimljivo je da se u veoma kratkom vremenu u Udrugu ilmijju uključilo 670 članova iz cijele Bosne i Hercegovine.
Nakon ujedinjenja pokrenut je novi list pod imenom Jeni misbah kao organ Udruge bosanskohercegovačke ilmije, ali je bio kratkoga vijeka. Zbog izbijanja Prvog svjetskog rata izašlo je samo 19 brojeva ovoga lista. 
Godine 1936. osnovana je Organizacija ilmijje Kraljevine Jugoslavije El-Hidaje, na prijelazu između 1936. i 1937. godine. Pokrenut je časopis El-Hidaje koji je bio glasilo istoimene El Hidaje, koja je imala sjedište u Sarajevu. Organizacija je djelovala do 1945. godine, a nakon toga Bosna i Hercegovina ulazi u socijalistički period. El-Hidaje kao ulemanska udruga uskoro je bilo zabranjena, a njegovi mnogi istaknuti članovi uhićeni i osuđeni na dugogodišnju robiju. 
Godine 1950. godine održana je osnivačka skupština Udruge ilmijje u Sarajevu. Udruga ilmijje je prvih desetljeća u Jugoslaviji djelovala unutar totalnog diktata komunističkog režima, pa je tek u rujnu 1970. pokrenuto glasilo Preporod (kao Glasilo Udruge ilmijje u Bosni i Hercegovini, kako najčešće i stoji u zaglavlju ovih novina u ovom periodu), koje je djelovalo unutar Udruge do samog kraja 1979. godine. Ovaj list u tom periodu kontinuirano pratio aktivnosti Udruge ilmijje u Bosni i Hercegovini i Jugoslaviji.
Godine 1990. godine Udruga ilmijje pokreće obnovu časopisa Muallim, te za dužnost predsjednika Udruge ilmijje u Bosni i Hercegovini biva izabran hfz. Halil ef. Mehtić, koji je bio predsjednik Udruge ilmijje gotovo osam godina, sve do 1997. godine, kad je od Rijaseta (i reis-ul-uleme Mustafe ef. Cerića) smijenjen kako s tog položaja, tako i s položaja muftije zeničkog.
Udruga ilmijje 1998. godine, po Ustava Islamske zajednice u Bosni i Hercegovini, djeluje kao sastavni dio Islamske zajednice, a organizirana je u svim mjestima Bosne i Hercegovine.

## Vanjske povezice
- Ilmijja